# Fotoautomaat

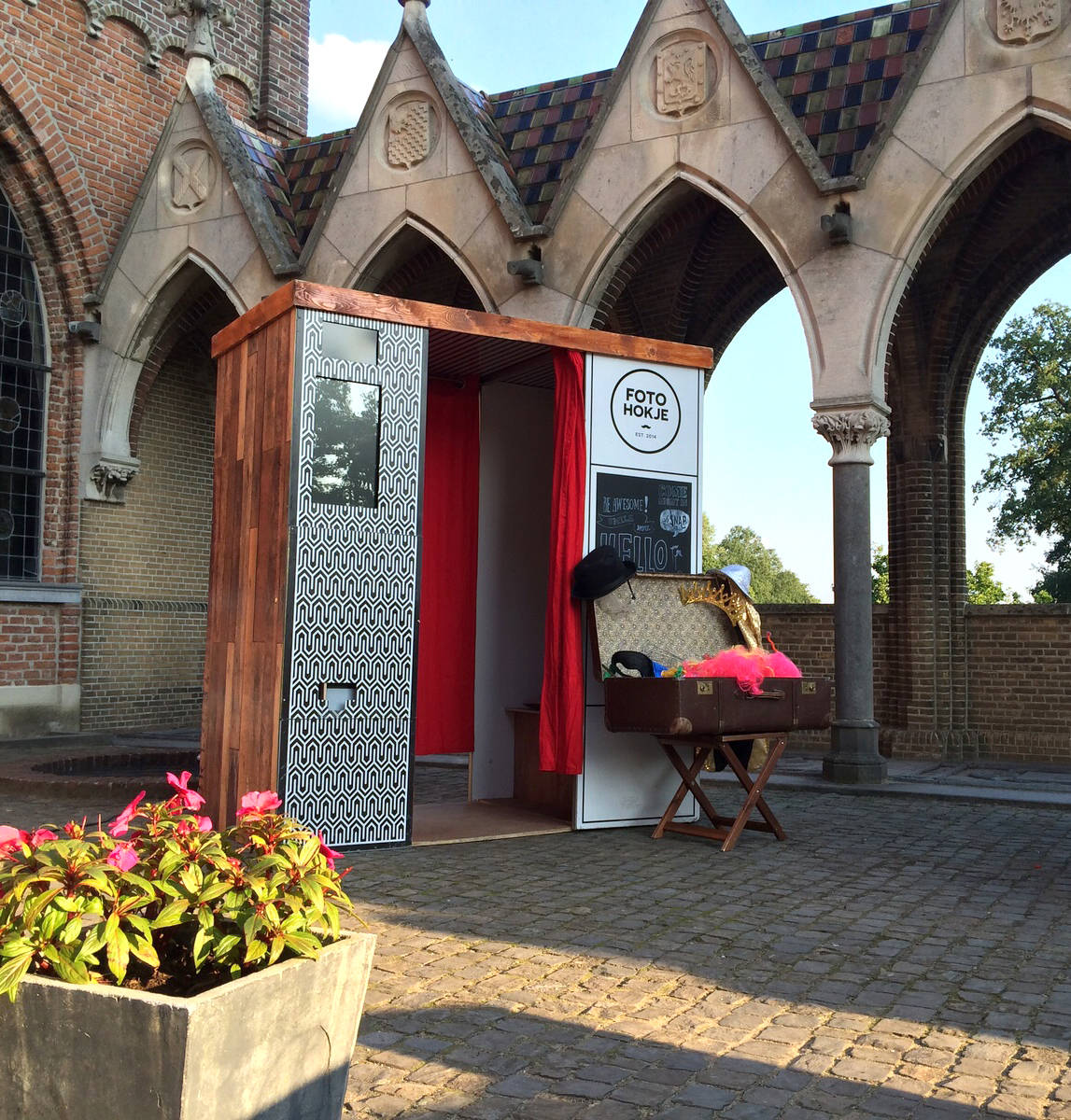
Fotohokje met verkleedkoffer op Kasteel Heeswijk

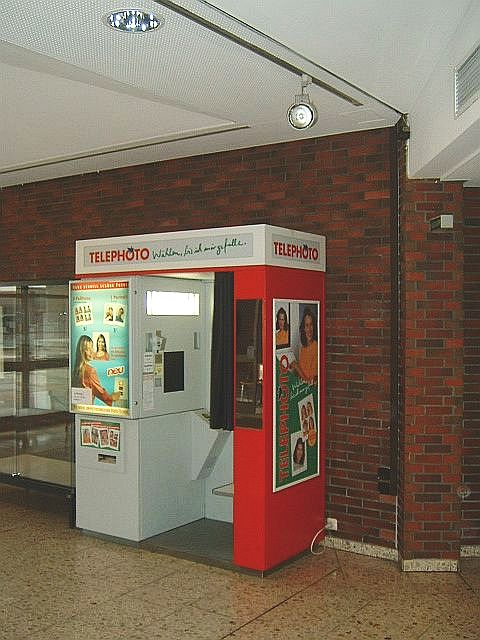
Fotoautomaat op een openbare plek in Duitsland

Een fotoautomaat (soms ook fotohokje) is een automaat of moderne kiosk waar een foto mee gemaakt kan worden. Een fotoautomaat in een openbare ruimte bevat vaak een muntinworp. Na het maken van de foto wordt de foto afgedrukt.

## Fotoautomaten voor feesten
De laatste jaren is het huren van een fotoautomaat erg populair geworden. Particulieren huren een automaat bij bedrijven voor hun bruiloft, 'Sweet 16-feest' of bijzondere verjaardag. Bedrijven zetten automaten in ter promotie van hun product of dienst. Verhuurbedrijven hebben meestal een begeleider die instructies geeft aan de gasten van een feest.

Vaak is het volgende mogelijk:
- Onbeperkt foto's maken en afdrukken
- Verkleden met brillen, pruiken, snorren en props
- Na afloop alle foto's online of op USB-stick
- Greenscreen
- Personaliseren van de fotoautomaat
- Personaliseren van de print
- Prints in ansichtkaartformaat of strookjes

## Fotoautomaten voor merkactivatie
Steeds vaker worden fotoautomaten ook ingezet voor merkactivatie. Uit de fotoautomaat komt een echte foto rollen, welke van een logo of marketingslogan kan worden voorzien. Zo brengen mensen zelf het merk mee naar huis.
Naast een foto afdruk is het ook mogelijk om een GIF bestand te maken van de fotoserie. Dit GIF bestand kan weer goed op sociale media worden gedeeld ter promotie.

## Pasfotoautomaten op treinstation
Op diverse treinstations in Nederland en België zijn pasfotoautomaten te vinden. Deze foto's zijn overigens zelden geschikt als officiële pasfoto in Nederland. Daarom is het beter om officiële pasfoto's te laten maken door een fotograaf waarvan zeker is dat de foto's hiervoor mogen worden voor paspoorten of identiteitskaarten. Deze kan dan meteen controleren of de foto aan de eisen voldoet, zodat de kans kleiner is dat deze door de gemeente zal worden afgekeurd.

## Fotoautomaten in films
In de film Le Fabuleux Destin d'Amélie Poulain (2001) speelt een fotoautomaat een grote rol.